# (73) Klytia
(73) Klytia – planetoida z pasa głównego planetoid okrążająca Słońce w ciągu 4 lat i 128 dni w średniej odległości 2,67 j.a. Została odkryta 7 kwietnia 1862 roku w obserwatorium Cambridge przez Horacego Tuttle’a. Nazwa planetoidy pochodzi od okeanidy Klytii, która była córką Okeanosa i Tetydy w mitologii greckiej.